# Daternomina scindens
Daternomina scindens là một loài Trichoptera trong họ Ecnomidae. Chúng phân bố ở miền Australasia.